# Programme régional pour l'efficacité énergétique
Un « programme régional pour l'efficacité énergétique » (PREE) est en France un outil programmatique régional, qui doit être mis en place dans chacune des nouvelles régions françaises. 

Ce programme doit définir les « modalités de l'action publique en matière d'orientation et d'accompagnement des propriétaires privés, des bailleurs et des occupants pour la réalisation des travaux de rénovation énergétique de leurs logements ou de leurs locaux privés à usage tertiaire ».
Il est prévu par l'art 188 de la  Loi relative à la transition énergétique pour la croissance verte (dite Loi TECV) de 2015 et cadré par le Code de l'environnement qui précise qu’une proposition de programme doit être soumise par le président de Région au préfet de Région pour « approbation », puis que sa mise en œuvre se fasse avec au minimum un certain nombre de partenaires définis par la loi (voir plus bas).

## Contexte juridique
L'article 188 de la Loi TECV introduit la notion de Programme régional pour l'efficacité énergétique. Cet article s’inscrit dans le chapitre III de cette loi, qui est intitulé « La transition énergétique dans les territoires », et dans le titre VIII de la même loi, intitulé « Donner aux citoyens, aux entreprises, aux territoires et à l'état le pouvoir d'agir ensemble ». 

Selon cet article 188, la région :
- est « l'échelon pertinent pour coordonner les études, diffuser l'information et promouvoir les actions en matière d'efficacité énergétique »[1]
- doit veiller à « l’adéquation de l'offre de formation initiale aux besoins des entreprises » (en termes de réponse techniques à la transition énergétique dans le domaine de la construction/réhabilitation)[3].
- doit « favoriser, à l'échelon des établissements publics de coopération intercommunale »[1] :
  - l'implantation de « plateformes territoriales de la rénovation énergétique » (PTRE, telles que mentionnées à l'article L. 232-2 du code de l'énergie)[1]
  - la lutte « contre la précarité énergétique en matière de logement » (application de l'article L. 232-1 du code de l'énergie).

Le législateur avait initialement prévu que ce programme s'inscrive dans le schéma régional du climat, de l'air et de l'énergie (SRCAE) mais pour des raisons de simplification administrative, il a ensuite décidé que ce dernier serait  fusionné dans le futur SRADDET, lequel conservera un programme régional pour l’efficacité énergétique.
Avant cela, la France avait déjà produit 
- un Programme d'action pour l'efficacité énergétique (né la table ronde nationale sur l’efficacité énergétique) 16 décembre 2011[5]
- un « Plan national d’action en matière d’efficacité énergétique » en application d'une directive européenne de 2012, relative à l’efficacité énergétique.

La France est le premier État européen à avoir rendu son plan (PNAEE 2014). Il a été remis le 24 avril 2014 à la Commission européenne qui vise 20 % d’amélioration de l’efficacité énergétique de l’UE à horizon 2020. 

Ce plan doit être mis à jour tous les 3 ans.

## Éléments de contenu
« Le programme régional pour l'efficacité énergétique doit : 
1. Définir un plan de déploiement des « plateformes territoriales de la rénovation énergétique » (telles que mentionnées par le code de l'énergie [6] ;
2. Promouvoir leur « mise en réseau (…) en vue de la réalisation d'un guichet unique » ;
3. Définir le « socle minimal » de conseils et préconisations (relatifs aux travaux concernés) que fourniront ces plateformes, « en fonction des spécificités du territoire régional » ;
4. « Arrêter les modulations régionales du cahier des charges du “ passeport énergétique » ” ;
5. ) Proposer des actions de convergence des initiatives publiques et privées relatives à la formation des professionnels du bâtiment, pour assurer la présence, « en nombre suffisant, de professionnels qualifiés sur l'ensemble du territoire régional » ;
6. ) Définir, en lien avec les plateformes territoriales de la rénovation énergétique, les modalités d'accompagnement nécessaires à la prise en main, par les consommateurs, des données de consommation d'énergie mises à leur disposition conformément à l'article L. 124-5 du code de l'énergie.

## Aspects financiers
Un  volet du programme doit être dédié au financement des opérations de rénovation énergétique, pour : 
- « favoriser la meilleure articulation possible entre les différentes aides publiques »[1] ;
- « encourager le développement d'outils de financement adaptés par les acteurs bancaires du territoire »[1] ;
- « mettre en place un réseau d'opérateurs de tiers-financement »[1] ;

## Action partenariale
La loi prévoit une mise en œuvre du programme s'appuyant sur « le réseau des plateformes territoriales de la rénovation énergétique et, dans leurs domaines de compétences respectifs », sur 
- l'Agence de l'environnement et de la maîtrise de l'énergie (ADEME) ;
- l'Agence nationale de l'habitat (ANAH)
- les agences départementales d'information sur le logement (ADIL)
- les Agences locales de l'énergie et du climat (ALEC),
- les agences d'urbanisme
- les Conseils d'architecture, d'urbanisme et de l'environnement  (CAUE),
- les agences régionales de l'énergie (ARE) là où elles existent,
- ...et « plus généralement, sur le tissu associatif partenaire ». 
La loi demande aussi au président du conseil régional d’associer « l'ensemble des acteurs concernés, notamment les professionnels du secteur du bâtiment, les établissements de crédit et les associations représentant ou accompagnant les propriétaires et les locataires »[1].

L'Etat français a mis en place un service Rénovation info service destiné à aider les projets de rénovation de logements, qui informe sur les solutions techniques disponibles ; rappelle les aides accessibles selon la qualité du demandeur (propriétaire occupant ou bailleur, locataire) et la nature des travaux envisagés ; permet d'accéder à un conseiller rénovation info service indépendant (gratuitement), via un annuaire des professionnels qualifiés RGE (Reconnu Garant de l'Environnement). Ce site liste aussi les aides financières existantes  ; 
- crédit d'impôt pour la transition énergétique (CITE) ;
- l'éco-prêt à taux zéro ;
- l'éco-prêt copropriétés ;
- programme « Habiter Mieux » ;
- aides régionales, départementales et locales dédiées.